# Liste der Baudenkmäler in Lana
Die Liste der Baudenkmäler in Lana enthält die 77 als Baudenkmäler ausgewiesenen Objekte auf dem Gebiet der Gemeinde Lana in Südtirol.
Basis ist das im Internet einsehbare offizielle Verzeichnis der Baudenkmäler in Südtirol. Dabei kann es sich beispielsweise um Sakralbauten, Wohnhäuser, Bauernhöfe und Adelsansitze handeln. Die Reihenfolge in dieser Liste orientiert sich an der Bezeichnung, alternativ ist sie auch nach der Adresse oder dem Datum der Unterschutzstellung sortierbar.

## Liste
| Foto |                 | Bezeichnung                                                                          | Standort                                                          | Eintragung                   | Beschreibung | Metadaten                                                               |
| ---- | --------------- | ------------------------------------------------------------------------------------ | ----------------------------------------------------------------- | ---------------------------- | --- | ----------------------------------------------------------------------- |
| ja   | Datei hochladen | Aichholz ID: 15630                                                                   | Aichholzer Weg 3 46° 35′ 23″ N, 11° 9′ 6″ O Fraktion: Völlan      | 3. Aug. 1979 (BLR-LAB 4937)  | Ansitz Tarneller-Nr. 3273 | KG: Völlan Bauparzelle: 20/1                                            |
| ja   | Datei hochladen | Alte Pfarrkirche Mariä Himmelfahrt mit Turm, Friedhofskapelle und Friedhof ID: 15619 | Schnatterpeckstraße 46° 36′ 1″ N, 11° 9′ 46″ O                    | 3. Aug. 1979 (BLR-LAB 4854)  | Kirche | KG: Lana Bauparzelle: 408, 409, 410 Grundparzelle: 2305                 |
| ja   | Datei hochladen | Alter Widum mit Annakapelle ID: 15615                                                | Treibgasse 13 46° 36′ 25″ N, 11° 9′ 36″ O                         | 3. Aug. 1979 (BLR-LAB 4854)  | Widum/Kanonikerhaus | KG: Lana Bauparzelle: 351, 352                                          |
| ja   | Datei hochladen | Angerheim ID: 15609                                                                  | Andreas-Hofer-Straße 24 46° 36′ 53″ N, 11° 9′ 10″ O               | 3. Aug. 1979 (BLR-LAB 4854)  | Ansitz | KG: Lana Bauparzelle: 260/1                                             |
| BW   | Datei hochladen | Ausserrunggögl ID: 50120                                                             | Mitterlana 5 46° 36′ 40″ N, 11° 8′ 37″ O                          | 25. Nov. 2002 (BLR-LAB 4388) | Ländliches Wohnhaus/Bauernhof | KG: Lana Bauparzelle: 115                                               |
| ja   | Datei hochladen | Bach- und Gerngut ID: 15618                                                          | Schnatterpeckstraße 4 46° 36′ 11″ N, 11° 9′ 44″ O                 | 3. Aug. 1979 (BLR-LAB 4854)  | Ländliches Wohnhaus/Bauernhof | KG: Lana Bauparzelle: 392/1                                             |
| ja   | Datei hochladen | Battistel ID: 50589                                                                  | 46° 37′ 13″ N, 11° 8′ 36″ O                                       | 10. Feb. 2015 (BLR-LAB 164)  | dreigeschoßiges Wohngebäude, in Formen des Heimatstils 1929 erbaut                                                                       | KG: Lana Bauparzelle: 224/1                                             |
| BW   | Datei hochladen | Blasbichl ID: 50119                                                                  | Völlanerweg 20 46° 36′ 38″ N, 11° 8′ 23″ O                        | 30. Sep. 2002 (BLR-LAB 3522) | Städtisches Wohnhaus | KG: Lana Bauparzelle: 111                                               |
| ja   | Datei hochladen | Blasbichlkapelle ID: 18245                                                           | 46° 36′ 45″ N, 11° 8′ 24″ O                                       | 22. Juni 1998 (BLR-LAB 2734) | Kapelle | KG: Lana Bauparzelle: 626/1                                             |
| ja   | Datei hochladen | Brandis ID: 15624                                                                    | 46° 35′ 40″ N, 11° 9′ 40″ O                                       | 3. Aug. 1979 (BLR-LAB 4854)  | Burgruine; der Ansitz Neubrandis befindet sich etwas südöstlich auf 46° 35′ 35,8″ N, 11° 9′ 48,7″ O                                      | KG: Lana Bauparzelle: 439, 442                                          |
| ja   | Datei hochladen | Braunsberg mit Blasiuskapelle ID: 15591                                              | 46° 36′ 54″ N, 11° 8′ 21″ O                                       | 20. Nov. 1950 (MD)           | Ansitz | KG: Lana Bauparzelle: 96, 97                                            |
| ja   | Datei hochladen | Deutschordenskonvent mit Heilig-Kreuz-Kapelle ID: 15607                              | 46° 36′ 51″ N, 11° 9′ 3″ O                                        | 3. Aug. 1979 (BLR-LAB 4854)  | Kloster | KG: Lana Bauparzelle: 246                                               |
| ja   | Datei hochladen | Erbhof ID: 50127                                                                     | St.-Agatha-Weg 7 46° 36′ 49″ N, 11° 9′ 24″ O                      | 22. Juni 1998 (BLR-LAB 2735) | Ländliches Wohnhaus/Bauernhof | KG: Lana Bauparzelle: 280/2                                             |
| ja   | Datei hochladen | Falschauerdammstraße 1 ID: 50412                                                     | Falschauerdammstraße 1 46° 37′ 11″ N, 11° 8′ 35″ O                | 25. Juli 2005 (BLR-LAB 2666) | Gansdreckturm Städtisches Wohnhaus | KG: Lana Bauparzelle: 221/1                                             |
| ja   | Datei hochladen | Föhrner ID: 15596                                                                    | 46° 36′ 54″ N, 11° 8′ 45″ O                                       | 3. Aug. 1979 (BLR-LAB 4854)  | Ländliches Wohnhaus/Bauernhof | KG: Lana Bauparzelle: 134                                               |
| ja   | Datei hochladen | Gagers mit Magnuskapelle ID: 15592                                                   | 46° 36′ 57″ N, 11° 8′ 8″ O                                        | 3. Aug. 1979 (BLR-LAB 4854)  | Gutshof mit Kapelle; die nebenstehenden Koordinaten beziehen sich auf den Gutshof; die Kapelle liegt auf 46° 36′ 57,9″ N, 11° 8′ 7,8″ O. | KG: Lana Bauparzelle: 100, 99 Grundparzelle: 507/16, 507/18             |
| ja   | Datei hochladen | Gartscheid ID: 15594                                                                 | Kapuzinerstraße 10 46° 36′ 49″ N, 11° 8′ 48″ O                    | 3. Aug. 1979 (BLR-LAB 4854)  | Ansitz | KG: Lana Bauparzelle: 122/1                                             |
| ja   | Datei hochladen | Gasthof Schwarzer Adler ID: 15597                                                    | 46° 36′ 55″ N, 11° 8′ 38″ O                                       | 3. Aug. 1979 (BLR-LAB 4854)  | Gasthaus | KG: Lana Bauparzelle: 144                                               |
| ja   | Datei hochladen | Gasthof Weißes Keuz ID: 15598                                                        | 46° 36′ 56″ N, 11° 8′ 36″ O                                       | 12. Juni 1989 (BLR-LAB 3564) | Gasthaus | KG: Lana Bauparzelle: 160                                               |
| ja   | Datei hochladen | Gilman ID: 15604                                                                     | Andreas-Hofer-Straße 13 46° 36′ 55″ N, 11° 9′ 6″ O                | 3. Aug. 1979 (BLR-LAB 4854)  | Ländliches Wohnhaus/Bauernhof | KG: Lana Bauparzelle: 241/1 Grundparzelle: 1448/2                       |
| ja   | Datei hochladen | Glaserer ID: 18189                                                                   | 46° 36′ 41″ N, 11° 9′ 11″ O                                       | 15. Nov. 2004 (BLR-LAB 4139) | Ländliches Wohnhaus/Bauernhof | KG: Lana Bauparzelle: 324/1                                             |
| ja   | Datei hochladen | Goldegg ID: 15608                                                                    | 46° 36′ 44″ N, 11° 9′ 5″ O                                        | 20. Nov. 1950 (MD)           | Ansitz | KG: Lana Bauparzelle: 259/1, 259/2                                      |
| ja   | Datei hochladen | Gößlheim ID: 15621                                                                   | 46° 35′ 53″ N, 11° 9′ 41″ O                                       | 3. Aug. 1979 (BLR-LAB 4854)  | Ländliches Wohnhaus/Bauernhof | KG: Lana Bauparzelle: 420                                               |
| ja   | Datei hochladen | Grießenstein mit Magdalenakapelle ID: 15588                                          | 46° 37′ 34″ N, 11° 8′ 44″ O                                       | 3. Aug. 1979 (BLR-LAB 4854)  | Ansitz | KG: Lana Bauparzelle: 61/1, 62                                          |
| ja   | Datei hochladen | Grieserplatz 18 ID: 50123                                                            | Am Gries 18 46° 36′ 56″ N, 11° 8′ 38″ O                           | 13. Dez. 1999 (BLR-LAB 5562) | Städtisches Wohnhaus Haus Dorigo | KG: Lana Bauparzelle: 181/1                                             |
| ja   | Datei hochladen | Heiligkreuz in Lanegg ID: 15626                                                      | 46° 36′ 33″ N, 11° 9′ 3″ O                                        | 3. Aug. 1979 (BLR-LAB 4854)  | Kirche | KG: Lana Bauparzelle: 595                                               |
| ja   | Datei hochladen | Helmstorf mit Heilig-Kreuz-Kapelle ID: 15639                                         | Völlanerweg 18 46° 36′ 33″ N, 11° 8′ 26″ O Fraktion: Völlan       | 3. Aug. 1979 (BLR-LAB 4937)  | Ansitz Tarneller-Nr. 3219 | KG: Völlan Bauparzelle: 93                                              |
| BW   | Datei hochladen | Herrenhaus beim Gruebl ID: 50118                                                     | 46° 37′ 3″ N, 11° 8′ 3″ O                                         | 2. Juni 1998 (BLR-LAB 2368)  | Städtisches Wohnhaus | KG: Lana Bauparzelle: 93                                                |
| ja   | Datei hochladen | Hofer ID: 15637                                                                      | Zehentweg 8 46° 36′ 1″ N, 11° 8′ 49″ O Fraktion: Völlan           | 3. Aug. 1979 (BLR-LAB 4937)  | Ländliches Wohnhaus/Bauernhof | KG: Völlan Bauparzelle: 76                                              |
| ja   | Datei hochladen | Kapelle im Weinreichhof ID: 15632                                                    | Probst-Wieser-Weg 36 46° 35′ 42″ N, 11° 8′ 32″ O Fraktion: Völlan | 3. Aug. 1979 (BLR-LAB 4937)  | Kapelle, für den Hof s. Tarneller-Nr. 3263                                                                                               | KG: Völlan Bauparzelle: 36                                              |
| ja   | Datei hochladen | Kappler ID: 15622                                                                    | 46° 35′ 44″ N, 11° 10′ 2″ O                                       | 3. Aug. 1979 (BLR-LAB 4854)  | Ländliches Wohnhaus/Bauernhof | KG: Lana Bauparzelle: 431                                               |
| ja   | Datei hochladen | Kapuzinerkloster mit Kirche St. Joachim und Anna ID: 15595                           | 46° 36′ 55″ N, 11° 8′ 47″ O                                       | 3. Aug. 1979 (BLR-LAB 4854)  | Kloster | KG: Lana Bauparzelle: 125, 127, 2468, 2469                              |
| ja   | Datei hochladen | Kelz ID: 15614                                                                       | Treibgasse 3 46° 36′ 42″ N, 11° 9′ 22″ O                          | 3. Aug. 1979 (BLR-LAB 4854)  | Ländliches Wohnhaus/Bauernhof | KG: Lana Bauparzelle: 334                                               |
| ja   | Datei hochladen | Kloster Lanegg und Mädchenschule ID: 50140                                           | 46° 36′ 32″ N, 11° 9′ 4″ O                                        | 9. Apr. 2001 (BLR-LAB 1118)  | Kloster; die Schule befindet sich nebenan auf 46° 36′ 33,3″ N, 11° 9′ 5,9″ O                                                             | KG: Lana Bauparzelle: 347, 591                                          |
| ja   | Datei hochladen | Knabenschule ID: 50138                                                               | 46° 36′ 51″ N, 11° 9′ 12″ O                                       | 5. Feb. 2001 (BLR-LAB 308)   | Schule Architekt: Theodor Fischer | KG: Lana Bauparzelle: 600                                               |
| ja   | Datei hochladen | Kobald ID: 15636                                                                     | 46° 35′ 49″ N, 11° 8′ 37″ O Fraktion: Völlan                      | 3. Aug. 1979 (BLR-LAB 4937)  | Ländliches Wohnhaus/Bauernhof Tarneller-Nr. 3275                                                                                         | KG: Völlan Bauparzelle: 70/1, 70/2                                      |
| BW   | Datei hochladen | Koflegg mit Zuhaus ID: 15593                                                         | Braunsberger Weg 46° 36′ 57″ N, 11° 8′ 2″ O                       | 3. Aug. 1979 (BLR-LAB 4854)  | Ländliches Wohnhaus/Bauernhof | KG: Lana Bauparzelle: 104, 105                                          |
| ja   | Datei hochladen | Krogner ID: 15613                                                                    | St.-Peter-Weg 6 46° 36′ 42″ N, 11° 9′ 20″ O                       | 3. Aug. 1979 (BLR-LAB 4854)  | Ländliches Wohnhaus/Bauernhof | KG: Lana Bauparzelle: 332/1, 332/3                                      |
| ja   | Datei hochladen | Larchgut ID: 15620                                                                   | Brandis-Waalweg 4 46° 35′ 58″ N, 11° 9′ 41″ O                     | 3. Aug. 1979 (BLR-LAB 4854)  | Ansitz (Sitz des Südtiroler Obstbaumuseums)                                                                                              | KG: Lana Bauparzelle: 415                                               |
| ja   | Datei hochladen | Leonburg ID: 15625                                                                   | 46° 35′ 5″ N, 11° 9′ 48″ O                                        | 3. Aug. 1979 (BLR-LAB 4854)  | Burg/Schloss | KG: Lana Bauparzelle: 450                                               |
| ja   | Datei hochladen | Mayenburg ID: 15631                                                                  | Schlossweg 46° 35′ 31″ N, 11° 8′ 55″ O Fraktion: Völlan           | 12. Feb. 1952 (MD)           | Burg/Schloss Tarneller-Nr. 3265 | KG: Völlan Bauparzelle: 33                                              |
| ja   | Datei hochladen | Mair am Turm ID: 15635                                                               | St.-Magdalena-Weg 46° 36′ 5″ N, 11° 8′ 18″ O Fraktion: Völlan     | 3. Aug. 1979 (BLR-LAB 4937)  | Ländliches Wohnhaus/Bauernhof | KG: Völlan Bauparzelle: 63                                              |
| ja   | Datei hochladen | Nagele ID: 15633                                                                     | Propst-Wieser-Weg 46° 35′ 27″ N, 11° 8′ 37″ O Fraktion: Völlan    | 3. Aug. 1979 (BLR-LAB 4937)  | Ländliches Wohnhaus/Bauernhof Tarneller-Nr. 3261                                                                                         | KG: Völlan Bauparzelle: 39/1, 39/2, 39/3, 39/4, 40 Grundparzelle: 453/9 |
| ja   | Datei hochladen | Oberampoßegg ID: 15606                                                               | Andreas-Hofer-Straße 18 46° 36′ 54″ N, 11° 9′ 4″ O                | 3. Aug. 1979 (BLR-LAB 4854)  | Ansitz | KG: Lana Bauparzelle: 244, 244/1, 244/2                                 |
| ja   | Datei hochladen | Oberbrunn ID: 15589                                                                  | Raffeingasse 46° 37′ 33″ N, 11° 8′ 17″ O                          | 3. Aug. 1979 (BLR-LAB 4854)  | Ländliches Wohnhaus/Bauernhof | KG: Lana Bauparzelle: 63                                                |
| ja   | Datei hochladen | Petererwirt ID: 18185                                                                | Goldeggstraße 14 46° 36′ 40″ N, 11° 9′ 10″ O                      | 2. Sep. 1996 (BLR-LAB 4110)  | Gasthaus | KG: Lana Bauparzelle: 323                                               |
| ja   | Datei hochladen | Pfarrkirche St. Severin mit Friedhof ID: 15628                                       | 46° 35′ 24″ N, 11° 8′ 45″ O Fraktion: Völlan                      | 3. Aug. 1979 (BLR-LAB 4937)  | Kirche | KG: Völlan Bauparzelle: 1 Grundparzelle: 1                              |
| ja   | Datei hochladen | Pfarrwidum ID: 15629                                                                 | Badlweg 46° 35′ 18″ N, 11° 8′ 49″ O Fraktion: Völlan              | 3. Aug. 1979 (BLR-LAB 4937)  | Widum/Kanonikerhaus | KG: Völlan Bauparzelle: 16                                              |
| ja   | Datei hochladen | Rathaus ID: 50133                                                                    | Maria-Hilf-Straße 5 46° 36′ 58″ N, 11° 8′ 43″ O                   | 5. Feb. 2001 (BLR-LAB 309)   | Hotelbau; Im Jahr 1906 erbaut als „Hotel Royal“ und seit 1919 Sitz der Gemeindeverwaltung.                                               | KG: Lana Bauparzelle: 554/1                                             |
| BW   | Datei hochladen | Reichenegg ID: 50391                                                                 | 46° 37′ 6″ N, 11° 8′ 15″ O                                        | 2. Mai 2005 (BLR-LAB 1460)   | Ländliches Wohnhaus/Bauernhof | KG: Lana Bauparzelle: 91                                                |
| ja   | Datei hochladen | Rosengarten mit Park ID: 15600                                                       | 46° 36′ 59″ N, 11° 8′ 40″ O                                       | 4. Dez. 1962 (MD)            | Ansitz | KG: Lana Bauparzelle: 183/1, 183/2, 743, 744, 745/1                     |
| ja   | Datei hochladen | Runst ID: 15638                                                                      | Völlaner Weg 46° 36′ 26″ N, 11° 8′ 37″ O Fraktion: Völlan         | 3. Aug. 1979 (BLR-LAB 4937)  | Ländliches Wohnhaus/Bauernhof Tarneller-Nr. 3218                                                                                         | KG: Völlan Bauparzelle: 88                                              |
| ja   | Datei hochladen | Schaller ID: 15590                                                                   | Raffeingasse 2 46° 37′ 18″ N, 11° 8′ 27″ O                        | 3. Aug. 1979 (BLR-LAB 4854)  | Ansitz | KG: Lana Bauparzelle: 76                                                |
| ja   | Datei hochladen | Schießstandweg 4 ID: 50122                                                           | Schießstandweg 4 46° 36′ 56″ N, 11° 8′ 31″ O                      | 29. Juli 2002 (BLR-LAB 2766) | Neuer Schießstand Ländliches Wohnhaus/Bauernhof                                                                                          | KG: Lana Bauparzelle: 155                                               |
| ja   | Datei hochladen | Spital mit Martinskapelle ID: 15603                                                  | 46° 37′ 0″ N, 11° 9′ 1″ O                                         | 3. Aug. 1979 (BLR-LAB 4854)  | Spital | KG: Lana Bauparzelle: 237, 238/1                                        |
| ja   | Datei hochladen | St. Agatha auf der Wiese ID: 15602                                                   | 46° 37′ 15″ N, 11° 9′ 36″ O                                       | 3. Aug. 1979 (BLR-LAB 4854)  | Kirche | KG: Lana Bauparzelle: 233                                               |
| ja   | Datei hochladen | St. Georg ID: 15617                                                                  | 46° 36′ 2″ N, 11° 9′ 25″ O                                        | 3. Aug. 1979 (BLR-LAB 4854)  | Kirche | KG: Lana Bauparzelle: 382                                               |
| ja   | Datei hochladen | St. Magdalena in Oberlehen ID: 15634                                                 | 46° 36′ 0″ N, 11° 8′ 13″ O Fraktion: Völlan                       | 30. Juni 1952 (MD)           | Kirche | KG: Völlan Bauparzelle: 56                                              |
| ja   | Datei hochladen | St. Margareth ID: 15616                                                              | 46° 36′ 16″ N, 11° 9′ 23″ O                                       | 3. Aug. 1979 (BLR-LAB 4854)  | Kirche | KG: Lana Bauparzelle: 379                                               |
| ja   | Datei hochladen | St. Oswald in Pawigl ID: 15587                                                       | 46° 37′ 16″ N, 11° 6′ 28″ O                                       | 3. Aug. 1979 (BLR-LAB 4854)  | Kirche | KG: Lana Bauparzelle: 42                                                |
| ja   | Datei hochladen | St. Peter ID: 15612                                                                  | 46° 36′ 40″ N, 11° 9′ 14″ O                                       | 3. Aug. 1979 (BLR-LAB 4854)  | Kirche | KG: Lana Bauparzelle: 328                                               |
| ja   | Datei hochladen | St. Ulrich ID: 15623                                                                 | 46° 35′ 44″ N, 11° 10′ 4″ O                                       | 3. Aug. 1979 (BLR-LAB 4854)  | Kirche | KG: Lana Bauparzelle: 432                                               |
| ja   | Datei hochladen | St. Vigil am Joch ID: 15586                                                          | 46° 38′ 11″ N, 11° 5′ 35″ O                                       | 3. Aug. 1979 (BLR-LAB 4854)  | Kirche | KG: Lana Bauparzelle: 1                                                 |
| ja   | Datei hochladen | St.-Johannes-Nepomuk ID: 15601                                                       | 46° 37′ 1″ N, 11° 8′ 35″ O                                        | 3. Aug. 1979 (BLR-LAB 4854)  | Kirche | KG: Lana Bauparzelle: 199                                               |
| ja   | Datei hochladen | Steinhauser ID: 15611                                                                | 46° 36′ 47″ N, 11° 9′ 16″ O                                       | 3. Aug. 1979 (BLR-LAB 4854)  | Ländliches Wohnhaus/Bauernhof | KG: Lana Bauparzelle: 272                                               |
| ja   | Datei hochladen | Thaler ID: 15599                                                                     | Am Gries 20 46° 36′ 56″ N, 11° 8′ 37″ O                           | 3. Aug. 1979 (BLR-LAB 4854)  | Ländliches Wohnhaus/Bauernhof | KG: Lana Bauparzelle: 177/1, 177/2                                      |
| ja   | Datei hochladen | Totenrastkapelle ID: 15627                                                           | Metzgergasse 8 46° 36′ 53″ N, 11° 8′ 35″ O                        | 5. März 1990 (BLR-LAB 1192)  | Kapelle | KG: Lana Bauparzelle: 768                                               |
| ja   | Datei hochladen | Unterampoßegg ID: 15605                                                              | Andreas-Hofer-Straße 20 46° 36′ 54″ N, 11° 9′ 4″ O                | 3. Aug. 1979 (BLR-LAB 4854)  | Ansitz | KG: Lana Bauparzelle: 242                                               |
| ja   | Datei hochladen | Unterlana 76 ID: 50130                                                               | St. Margarethenweg 5 46° 36′ 20″ N, 11° 9′ 17″ O                  | 25. Nov. 1996 (BLR-LAB 5755) | Stöckler Ländliches Wohnhaus/Bauernhof                                                                                                   | KG: Lana Bauparzelle: 375                                               |
| ja   | Datei hochladen | Villa Carli ID: 50392                                                                | 46° 37′ 12″ N, 11° 8′ 26″ O                                       | 30. Mai 2005 (BLR-LAB 1865)  | Villa/Sommerfrischhaus | KG: Lana Bauparzelle: 581                                               |
| ja   | Datei hochladen | Villa Klarenbrunn ID: 50131                                                          | Maria-Hilf-Straße 8 46° 36′ 58″ N, 11° 8′ 46″ O                   | 2. Sep. 2002 (BLR-LAB 3129)  | Ansitz | KG: Lana Bauparzelle: 522                                               |
| ja   | Datei hochladen | Villa Koellensperger ID: 50134                                                       | Andreas-Hofer-Straße 5 46° 36′ 57″ N, 11° 8′ 49″ O                | 14. Apr. 2003 (BLR-LAB 1206) | Villa/Sommerfrischhaus | KG: Lana Bauparzelle: 563                                               |
| ja   | Datei hochladen | Villa Stefania ID: 18194                                                             | Meraner Straße 27 46° 37′ 19″ N, 11° 8′ 38″ O                     | 24. Juni 1996 (BLR-LAB 2915) | Villa/Sommerfrischhaus | KG: Lana Bauparzelle: 592                                               |
| ja   | Datei hochladen | Wegleiterhaus ID: 50132                                                              | Am Gries 14 46° 36′ 56″ N, 11° 8′ 40″ O                           | 16. Sep. 2002 (BLR-LAB 3328) | Städtisches Wohnhaus | KG: Lana Bauparzelle: 524/1                                             |
| ja   | Datei hochladen | Werrenberg ID: 15640                                                                 | 46° 36′ 9″ N, 11° 8′ 21″ O Fraktion: Völlan                       | 3. Aug. 1979 (BLR-LAB 4937)  | Burgruine | KG: Völlan Bauparzelle: 351, 352 Grundparzelle: 587/1, 587/2, 587/3     |
| BW   | Datei hochladen | Widum in Pawigl ID: 18099                                                            | 46° 37′ 15″ N, 11° 6′ 27″ O                                       | 9. Dez. 1997 (BLR-LAB 6552)  | Widum/Kanonikerhaus | KG: Lana Bauparzelle: 43                                                |
| ja   | Datei hochladen | Zurglburg ID: 15610                                                                  | Andreas-Hofer-Straße 27 46° 36′ 52″ N, 11° 9′ 14″ O               | 20. Nov. 1950 (MD)           | Ansitz | KG: Lana Bauparzelle: 262                                               |

Falls bei einem Baudenkmal keine Koordinaten bekannt sind, werden ersatzweise die Katasterdaten zum Zeitpunkt der Unterschutzstellung angegeben. Diese sind weder offiziell noch zwingend aktuell.
Die vom Landesdenkmalamt übernommenen Adressen können veraltet sein.
| Foto:   | Fotografie des Denkmals. Klicken des Fotos erzeugt eine vergrößerte Ansicht. Daneben finden sich zwei Symbole: |
| ID      | Identifikator beim Südtiroler Landesdenkmalamt                                                                 |
| KG      | Katastralgemeinde                                                                                              |
| MD      | Ministerialdekret                                                                                              |
| BLR-LAB | Beschluss der Landesregierung – Landesausschussbeschluss                                                       |